# 1829
1829. је била проста година.

## Догађаји

### Фебруар
- 1. фебруар — Скупштина у Крагујевцу (1829)
- 27. фебруар — Војска Велике Колумбије под командом Антонија Сукреа је поразила перуанску војску у бици код Таркија.

### Март
- 4. март — Ендру Џексон је инаугурисан за 7. председника САД.
- 21. март — У земљотресу у који је погодио град Торевијеху у Шпанији погинуло је 389 људи.

### Мај
- 10. мај — Ђурђевска скупштина у Крагујевцу (1829)

### Јун
- 11. јун — Битка код Кулевче

### Септембар
- 2. септембар — Склопљен је Једренски мир између Русије и Османског царства, којим су се Турци обавезали да Србији врате шест нахија ослобођених у Првом српском устанку и да признају аутономију Грчке.

### Децембар
- 4. децембар — Британци у Индији забранили обичај спаљивања удовица приликом спаљивања њихових мужева на посмртној церемонији.

### Датум непознат
- Википедија:Непознат датум — Хатишериф из 1829. године

## Рођења

### Јун
- 9. јун — Николај Фјодоров, руски религиозни мислилац и филозоф (†1903)
- 16. јун —- Џеронимо, поглавица Апача

### Август
- 2. август — Феликс Каниц, мађарски путописац, археолог и етнолог (†1904)

### Септембар
- 7. септембар — Фридрих Кекуле, немачки хемичар (†1896)

### Октобар
- 5. октобар — Честер А. Артур, 21. председник САД. († 1886)

## Смрти

### Април
- 6. април — Нилс Хенрик Абел, норвешки математичар

### Мај
- 29. мај — Хамфри Дејви, енглески хемичар. (* 1778)

### Септембар
- 9. септембар — Михаило Витковић, српско-мађарски песник и адвокат